# Batalla d'Adramítion (1205)
La Batalla d'Adramítion va ser un combat de la Quarta Croada.

## Antecedents
Després que els croats van conquerir Constantinoble en 1204, el nou Imperi Llatí es va sumir en un estat de precarietat del qual ja no sortiria en tota la seva breu existència, enfrontat amb el Segon Imperi Búlgar per la possessió de territoris romans que cada part reclamava per a si mateixa. La resistència romana a la conquesta llatina a Àsia va començar gairebé immediatament sota el lideratge de Teodor Làscaris i el seu germà Constantí Làscaris, i a l'Epir, Miquel Comnè Ducas es va instal·lar com a governant autònom.
Els croats varen vèncer els nicens a la batalla de Pemanè a la part asiàtica de l'estret dels Dardanels el desembre del 1204 i van ocupar Bitínia.

## La batalla
L'emperador Constantí Làscaris va anar al capdavant d'un exèrcit per recuperar Adramítion, que havien ocupat els llatins. Enric I de Flandes va ser avisat pels armenis d'aquest contraatac i es va preparar. Els dos exèrcits van lluitar en la batalla de Pemanè el dissabte 19 de març del 1205 fora de les muralles d'Adramítion, i el resultat va ser una gran derrota de Constantí, i la major part del seu exèrcit va morir o va ser capturat.

## Conseqüències
Probablement Constantí va morir en la lluita i el seu germà Teodor I Làscaris va ser proclamat emperador a Nicea.